# Olivier Michel Marie Schmitthaeusler
Olivier Schmitthaeusler MEP (Estrasburgo, França, 26 de junho de 1970) é um ministro católico romano e vigário apostólico de Phnom-Penh.
Olivier Schmitthaeusler entrou no seminário de Estrasburgo em 1989, depois de se formar em ciências naturais pela Universidade de Estrasburgo. De 1991 a 1994 foi professor de francês na Sapientia Catholic University em Osaka, Japão. Em 1996 concluiu o mestrado em teologia fundamental. Em 1997/98 concluiu o MAS e obteve o doutoramento. Em 1997 ingressou na Congregação Missionária de Paris (Société des Missions Etrangères de Paris MEP) e foi ordenado diácono em 1997. Ele estudou estudos bíblicos no Institut Catholique de Paris (Bacharelado 1998). Olivier Schmitthaeusler foi ordenado sacerdote em 28 de junho de 1998. Ele aprendeu a língua cambojana de 1998 a 2001 e foi pastor em Kampot de 2002 a 2006. De 2003 a 2005 ele ensinou história da igreja no seminário em Phnom-Penh. Em 2003 fundou um jardim de infância e escola “St. Complexo Escolar Francis Takeo”; Em 2006 fundou o "Centro João Paulo II para a Vida", que atende principalmente famílias com casos de AIDS.
Papa Bento XVI nomeou-o em 24 de dezembro de 2009 Bispo Titular de Catabum Castra e nomeou-o Vigário Apostólico Coadjutor de Phnom-Penh no Camboja. Émile Destombes MEP, Vigário Apostólico de Phnom-Penh, concedeu a ordenação episcopal em 20 de março de 2010; Os co-consagradores foram o Arcebispo Salvatore Pennacchio, Núncio no Camboja, e o Bispo Auxiliar de Estrasburgo, Christian Kratz. Ele também é Vigário Geral em Phnom Penh e Secretário da Conferência Episcopal do Camboja. Em 2009 fundou o "Instituto Superior de São Paulo - Computadores e Agricultura" na província de Takeo.
Em 1º de outubro de 2010, o Papa Bento XVI o nomeou oficialmente o sucessor de Émile Destombes e, portanto, Vigário Apostólico do Vicariato Apostólico de Phnom-Penh.